# 陳歌辛

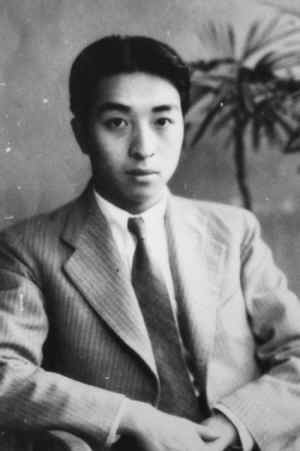
陳歌辛

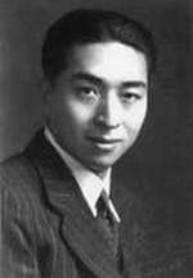
陳歌辛

陳 歌辛（1914年9月19日 - 1961年1月25日）は、中国上海生まれの歌謡曲の作曲家、作詞家。
原名陳昌壽、筆名に懷玉、林枚等。
黎錦光と共に中国歌謡曲黎明期の最も傑出した音楽家とされ、中国では「歌仙」や「歌王」とも称される。
代表作の《風雨中的搖籃曲》、《永遠的微笑》、《玫瑰玫瑰我愛你》、《西湖春》、《鳳凰于飛》、《夜上海》、《蘇州河邊》等の歌曲は当時周璇、李香蘭、龔秋霞、姚莉、白光等に歌われ一世を風靡した。

## 生涯
江蘇省南匯県（現上海市浦東新区）生まれ。母方の祖父はインド人であった。呉姓であったが、母の友人で子供のいない建築家の陳有光に養子として迎えられ陳姓を名乗る。
上海市格致中学卒業後、短い間ヴォルフガング・フレンケル（Wolfgang Fraenkel）に師事し音楽理論、作曲、指揮等を学ぶ。その後上海の各種学校にて音楽を教える傍ら作曲、作詞を行なった。
1935年には中国で初めてのミュージカルである《西施》を創作した。
1941年12月16日上海を占領していた日本軍当局により逮捕され、3ヶ月ジェスフィールド76号に収監される。
1943年に汪精衛政府直属の中華電影公司音楽部に勤め、この時期蘇州夜曲の中国語版の作詞や親日的歌曲の作曲を行なっていたとされる。
1946年抗日戦争勝利後初の旧暦新年を祝し「慶餘」を筆名として《恭喜恭喜》を作詞作曲した。この曲はその後世界中の中国人の間で最も重要な賀年歌曲となっている。
1946年6月漢奸の嫌疑で民国政府により勾留されたが七日後無罪放免となる。年末香港の夏衍の元に身を寄せた。
1950年4月上海で働いていた夏衍の誘いを受け上海に戻り昆侖電影製片廠にて作曲を行う。
1957年反右派闘争の最中右派とされて白茅嶺農場における労働改造に処せられた。その後の大躍進政策による混乱の中当地で餓死したとされる。
1979年に名誉回復なる。

## 主要作品
生涯に200曲以上を作曲したとされる。
- 《我要你》（1928年）
- 《昭君怨》（1932年）（陳歌辛作詞、黎錦光作曲）
- 《西施》（1935年）
- 《不准敵人通過》（1938年）
- 《度過這冷的冬天》（1938年）
- 《初戀女》（1938年）
- 《春風野草》（1938年）
- 《五月的風》（1939年）（陳歌辛作詞，黎錦光作曲）
- 《風雨中的搖籃曲》（1939年）（《春之消息組歌》之一）
- 《布穀》（1939年）（《春之消息組歌》之一）
- 《永遠的微笑》（1940年）
- 《玫瑰玫瑰我愛你》（1940年）
- 《秋的懷念》（1940年）
- 《春之夢》（1941年）（陳歌辛作詞、竹岡信幸作曲）
- 《薔薇處處開》（1942年）
- 《夢中人》（1942年）
- 《漁家女》（1943年）
- 《恨不相逢未嫁時》（1943年）（陳歌辛作詞，姚敏作曲）
- 《西湖春》（1943年）
- 《不變的心》（1943年）
- 《是夢是真》（I Wonder Why）（1943年）
- 《戀之火》（1943年）
- 《桃李爭春》（1943年）
- 《莫忘今宵》（1943年）
- 《第二夢》（1944年）（陳歌辛作詞，姚敏作曲）
- 《忘憂草》（1944年）
- 《葡萄美酒》（1944年）
- 《鳳凰于飛》（1945年3月、映画《凤凰于飞》主題歌）
- 《前程萬里》（1945年）
- 《迎戰士》（1945年）8月日本軍投降の報に接したその晩に作曲したという。
- 《蘇州河邊》（1946年）
- 《恭喜恭喜》（1946年）
- 《夜上海》（1946年）
- 《花樣的年華》（1946年）
- 《三輪車上的小姐》（1946年）
- 《莫負青春》（1947年）
- 《小小洞房》（1947年）
- 《童歌》（1947年）
- 《高崗上》（1947年）
- 《阿蘭娜》（陳歌辛作詞；君瑞作曲）
- 《歌女之歌》（1948年）
- 《臭蟲歌》（1948年）
- 《大拜年》（1948年）
- 《北平來》（1949年）
- 《驕傲的將軍》配曲 （1955年）
- 《梅花開咯》（1957年の映画《情長誼深》挿入曲だが未完）

## 家庭

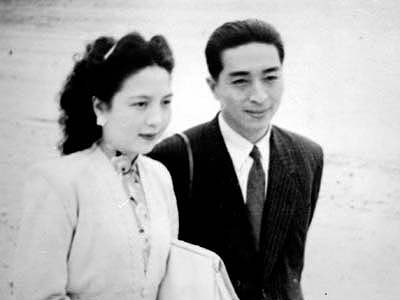
陳歌辛と妻の金嬌麗

1935年に彼の生徒で彼の熱心な崇拝者であった金嬌麗と結婚し三子一女あり。
長子の陳鋼はバイオリン協奏曲《梁祝》等の作品で知られる著名な音楽家で、三男の陳東はバリトンの声楽家。